# Сильвестр Суходольський
Суходольський Роман Маркович (чернече ім'я — Сильвестр; нар. 1771, Малютинці — пом. після 1820) — український релігійний та освітній діячі, ректор Смоленської духовної семінарії, архімандрит монастирів на Московщині.

## Біографія
Вищу освіту здобув в Києво-Могилянській академії. Відомий як знавець іноземних мов.
Викладав у Полтавській духовній семінарії, де прийняв чернецтво.
В 1801 емігрує на Московщину, де працює викладачем риторики, красномовства, філософії Олександро-Невської духовної семінарії, згодом її інспектор. Був ігуменом Новгородського Кирилівського монастиря, ректором Смоленської духовної семінарії, архімандритом Смоленського Аврамового монастиря. 1808 звільнився з усіх посад. 1811 повернувся до Смоленської духовної семінарії.
У 1812 повертається до України, де недовго викладав догматичне богослов'я у Києво-Могилянській академії.
З 07 квітня 1813 до 1817 був наставником Київської духовної семінарії.
З 18 вересня 1819 жив у Полтавському Хрестовоздвиженському монастирі. З 31 жовтня 1820 — законовчитель Полтавського інституту шляхетних дівчат. За свідченням сучасників, був обдарованою людиною, але відзначався неврівноваженим характером.